# Castro Crastoeiro
O Crastoeiro implanta-se em 41° 24′ 53″ N, 7° 55′ 45″ O, à altitude de 453 metros, num pequeno morro que se destaca na vertente Sudoeste do Monte Farinha, sobranceiro ao vale da ribeira de Campos, afluente do rio Tâmega.
A ocupação mais antiga deste sítio poderá remontar ao III milénio a.C., estando materializada por um conjunto notável de afloramentos graníticos com gravuras abstractas, realizadas pela técnica da picotagem e abrasão. Um pequeno exemplar de cerâmica tipo Penha, atribuível ao Calcolítico regional e vários fragmentos, tecnologicamente inseríveis na Idade do Bronze, encontrados nas escavações realizadas no Crastoeiro, poderão constituir indicadores da frequência deste local - eventualmente considerado como um “santuário” - durante estes períodos recuados.
Na Idade do Ferro, a partir do séc. IV a.C., o Crastoeiro passou a ser ocupado permanentemente. Cabanas construídas em materiais perecíveis, de que ficaram os restos de argila que consolidavam as paredes e os pavimentos em saibro muito compactado, e fossas abertas no saibro, talvez usadas para conservação dos cereais, são alguns registos desta fase. Mais tarde, levantou-se uma muralha de pedra e as habitações evoluíram para soluções pétreas, mais duradouras, se bem que o modelo de construção primitivo ainda se mantenha.
O sítio deverá ter sido abandonado pelos meados do séc. I d.C., durante a Romanização, podendo ter sido reocupado, por um curto espaço de tempo, na Idade Média.
Fonte: Museu Municipal de Mondim de Basto